# 1639년
1639년은 토요일로 시작하는 평년이다.

## 연호
- 명(明) 숭정(崇禎) 12년
- 청(淸) 숭덕(崇德) 4년
- 일본(日本) 간에이(寛永) 16년
- 후 레 왕조(後黎朝) 즈엉호아(陽和) 5년
- 막 왕조(莫朝) 투언득(順德) 2년

## 기년
- 류큐(琉球) 쇼호왕(尚豊王) 19년
- 명(明) 의종 숭정제(毅宗 崇禎帝) 12년
- 청(淸) 태종 숭덕제(太宗 崇德帝) 13년
- 조선(朝鮮) 인조(仁祖) 17년
- 후 레 왕조(後黎朝) 신종(神宗) 21년

## 사건
- 3월 13일 - 하버드 대학교의 이름이 성직자 존 하버드의 이름을 따 붙여지다.

## 문화
- 도쿠가와 막부의 쇄국 정책이 본격적으로 시작.

## 탄생
- 9월 5일 - 일본의 다이묘 사카이 다다쓰네. (~1675년)
- 12월 21일 - 프랑스의 극작가 장 라신. (~1699년)